# Садовый (Краснозёрский район)
Садо́вый — посёлок в Краснозёрском районе Новосибирской области. Административный центр Садовского сельсовета.

## География
Площадь посёлка — 155 гектаров.

## Население
| 2002 | 2007 | 2010 |
| ---- | ---- | ---- |
| 769  | ↗860 | ↘662 |

## Инфраструктура
В посёлке по данным на 2007 год функционируют 1 учреждение здравоохранения и 2 учреждения образования.